# Lela
Lela je žensko osebno ime.

## Izvor imena
Ime Lela je različica imena Lejla.

## Pogostost imena
Po podatkih Statističnega urada Republike Slovenije je bilo na dan 31. decembra 2007 v Sloveniji število ženskih oseb z imenom Lela: 52.

## Osebni praznik
Ime Lela se koledarsko uvršča k imenu Lea oziroma Lejla; god 22. marca.